# Comp Ace
Comp Ace (jap. 月刊コンプエース, Gekkan Kompu Ēsu) ist ein japanisches Manga-Magazin, das sich an ein junges männliches Publikum richtet und daher zu den Seinen-Magazinen gezählt wird. Es erscheint seit 2005 beim Verlag Kadokawa Shoten – zunächst unregelmäßig als Sonderausgabe des Magazins Comptiq, dann zweimonatlich und seit Juni 2007 schließlich monatlich. 

## Serien (Auswahl)
- Arcana Heart von Bermuda Saimaru
- Basquash! Eclipse Stage
- Canaan von Tomonori Sugihara
- Cardfight!! Vanguard von Akira Itō
- Code Geass: Nightmare of Nunnally von Tomomasa Takuma
- Da Capo III von Yuka Kayura
- Dantalian no Shoka von Gakuto Mikumo und Chako Abeno
- Hachune Miku no Nichijō Roipara! von Ontama
- Kiddy Girl-and Pure von Hidefumi Kimura und Yukari Higa
- Little Busters! Ecstasy: Wonderbit Wandering von Juri Misaki
- Lucky Star von Kagami Yoshimizu
- Overlord von Satoshi Ōshio und Hugin Miyama
- Queen’s Blade Rebellion: Seiran no Kishihime von Iku Nanzaki
- Yōjo Senki von Chika Tōjō
- School Days von 0verflow und Homare Sakazuki
- Strike Witches: Sōkū no Otome-tachi von Yoshiyuki Kazumi
- Summer Wars Gaiden
- Tantei Opera Milky Holmes von Bushiroad und Sorahiro Mizushima
- Tengen Toppa Gurren Lagann: Gurren Gakuen-hen
- The Eminence in Shadow von Anri Sakano
- Tōhō Suzunaan von Moe Harukawa und Zun
- Umineko Biyori – Rokkenjima e Yōkoso!! von Satoshi Shinkyo
- Yosuga no Sora von Takashi Mikaze
- Yūsha Shōkan ni Makikomareta kedo, Isekai wa Heiwa deshita von Toudai